# Hansi Vrba, Inländerfreund
Hansi Vrba, Inländerfreund ist ein Fernsehspiel von Ernst Hinterberger, das im Rahmen der Pilotreihe „Das aktuelle Fernsehspiel“ vom ORF im Jahr 1991 produziert wurde. Regie führte Kurt Ockermüller, der dafür auch den Erich-Neuberg-Preis 1992 bekam. Die Titelrolle spielte Hans Georg Nenning.

## Hintergrund
„Das aktuelle Fernsehspiel“ wurde vom ORF ins Leben gerufen, um innerhalb weniger Monate ein aktuelles Thema aufgreifen zu können. Bei anderen Fernsehspielen war durch den langen Produktionsvorlauf von bis zu zwei Jahren eine derartige Aktualität nicht gegeben. Auf diese Weise entstanden auf Anregung von Gerald Szyszkowitz Fernsehspiele wie Hansi Vrba, Inländerfreund oder auch Der Tag, an dem sie Jack Unterweger fingen.